# Roachdale
Roachdale är en kommun (town) i Putnam County i Indiana. Vid 2010 års folkräkning hade Roachdale 926 invånare.